# Teuchitlán
Teuchitlán là một đô thị thuộc bang Jalisco, México. Năm 2005, dân số của đô thị này là 7743 người.